# ويليام جي. درايفر
ويليام جي. درايفر هو محامي وقاضي وسياسي أمريكي، ولد في 2 مارس 1873 في أوسيولا في الولايات المتحدة، وتوفي بنفس المكان في 1 أكتوبر 1948. نشط حزبياً في الحزب الديمقراطي. وقد انتخب عضو مجلس النواب الأمريكي ‏.